# Агафонов, Александр Афанасьевич
Александр Афанасьевич Агафонов (1790—?) — русский живописец-миниатюрист.

## Биография
Родился в 1790 году. С 1798 по 1809 год обучался в Императорской Академии художеств. В 1806 году получил 2-ю серебряную медаль за рисунок с натуры. В 1808 году получил малую золотую медаль, выполнив миниатюру «Велизарий с проводником». В 1809 году был выпущен из академии с аттестатом 1-й степени и шпагой.